# Christoph Friedrich Zanthier
Christoph Friedrich Zanthier (* 19. Juli 1671 in Prosigk; † 2. Februar 1760) war ein preußischer Major und anhaltinischer Landrat.

## Leben

### Herkunft und Familie
Christoph Friedrich entstammte dem anhaltinischen Adelsgeschlecht Zanthier. Seine Eltern waren Christoph Heinrich Zanthier († 1671) und Martha Sibylle von Schlegel a.d.H. Zehringen († 1709).
Seine Mutter vermählte sich 1695 mit dem Amtshauptmann Carl Rudolph von Ingersleben, der somit sein Stiefvater wurde.
Zanthier vermählte sich 1712 mit Sabina von Wolfersdorf, Witwe des Wolf Ernst von Schlegel. Die Ehe blieb ohne eigene Kinder, sie hatte jedoch eine Tochter Gisela Agnes von Schlegel mit in die Ehe gebracht, welche späterhin den polnischen Oberstleutnant der Kavallerie Georg Heinrich von Zanthier heiratete.

### Werdegang
Zanthier war durch den frühen Tod seines Vaters von Geburt an Erbherr auf Prosigk. Das Gut Rosenburg sollte ihm erst mit dem Tod der Mutter zufallen. Als Edelknabe wurde er 1683 nach Berlin gerufen, wo er das Vertrauen und die Förderung Friedrichs III. genoss, diesen auf zahlreichen Reisen begleitete und auch in einige Gesandtschaften delegiert wurde und zuletzt dessen Jagdpage war.
1692 beteiligte sich Brandenburg zum Entsatz der Österreicher am Türkenkrieg. Zanthier rückte also 1692 als Fähnrich mit dem Regiment „Dönhoff“ aus. Er nahm 1693 an der Belagerung von Belgrad teil, avancierte 1695 zum Leutnant und war 1697 während der Schlacht bei Zenta mit Adjutantendiensten betraut. Nach Kriegsende und zurück in Preußen stieg er zum Hauptmann auf und wurde Kompaniechef. Beim vorerst gescheiterten Versuch der militärischen Inbesitznahme der Stadt Elbing durch die Preußen im Jahr 1698 fiel Zanthier als Chef einer Kommandoaktion bei der ein Stadttor besetzt werden sollte, eine Schlüsselrolle zu. Im Jahre 1711, inzwischen zum  Major befördert, hat er seinen Abschied erhalten.
Mit der Eröffnung des adeligen Gisela-Agnes-Stifts in Köthen 1711 wurde Zanthier dessen erster Patron. 1714 wurde er der anhaltinischen Ritterschaft köthenschen Anteils als Landrat vorgestellt und bestätigt.